# Abdou Aziz Sow
Pour les articles homonymes, voir Sow.
Abdou Aziz Sow est un homme politique sénégalais, expert-comptable de formation, qui fut plusieurs fois ministre sous la présidence d'Abdoulaye Wade entre 2000 et 2009. 
Il est né le 18 mai 1953 à Kaolack (Sénégal). Il est actuellement expert-comptable, auditeur comptable et financier, commissaire aux comptes et associé-gérant du cabinet Audit-Assistance-Services, Viatique Consultance. Il était jusqu'au 1er mai 2009, ministre de l'Information, des Télécommunications, des TIC, du NEPAD et des Relations avec les Institutions, Porte-parole du Gouvernement de la République du Sénégal.

## Vie et activité politique

### Études
Après son baccalauréat série A4 (mention ABien), il a entrepris des études de Droit et de gestion à la faculté de Droit et de Sciences économiques de Montpellier (France) sanctionnées, après le Probatoire du DECS, par des certificats du Diplôme d'Études Comptables Supérieures. Il a complété sa formation, par la suite, auprès de l’AFNOR à Paris, par un Certificat de conseiller en gestion et en assurance de la qualité. Abdou Aziz Sow est actuellement inscrit au Programme doctoral de l'Institut supérieur de management (ISM) de Dakar.

### Carrière
Expert-comptable stagiaire au cabinet Price Waterhouse de Dakar et fondateur par la suite de son propre cabinet d’audit et d’expertise comptable (Cabinet Aziz Sow), Abdou Aziz Sow a exercé, dans ces cadres, au Sénégal et dans la sous-région Afrique de l’Ouest, les fonctions d’auditeur comptable et financier, de directeur d’audit, d’expert-comptable, de commissaire aux comptes de sociétés et de chargé d’enseignement en audit comptable et financier et en contrôle budgétaire et de gestion auprès d’un Institut supérieur de formation au Sénégal.
Fortement convaincu du bien-fondé de la bonne gouvernance comme moteur du développement, Abdou Aziz Sow est un homme politique engagé.
Son engagement politique a participé à la victoire et à l’accession d'Abdoulaye Wade à la présidence de la République du Sénégal.
Avec l’alternance politique intervenue le 19 mars 2000 au Sénégal, il a successivement occupé les fonctions suivantes :
- Ministre conseiller spécial du Président de la République (de mai 2000 à août 2001) ;
- Ministre Délégué Général du NEPAD (du mois d’août 2001 à août 2004) ;
- d'août 2004 à juin 2007, Ministre du NEPAD, de l’Intégration Économique Africaine et de la Politique de Bonne Gouvernance de la République du Sénégal.
- de juin 2007 à avril 2008, Ministre Conseiller du Président de la République chargé du Nepad et du Fonds de solidarité numérique.
- d'avril à septembre 2008, Ministre de l'Information, des Relations avec les Institutions et du Nepad, Porte-parole du Gouvernement.
- de septembre 2008 à mai 2009, Ministre de l'Information, des Télécommunications, des Tic, du Nepad et des Relations avec les Institutions, Porte-parole du Gouvernement.

Cumulativement à ces fonctions, Abdou Aziz Sow était le représentant personnel du Président de la République du Sénégal auprès du comité directeur du Nepad.
Depuis mai 2009, Abdou Aziz Sow a repris ses activités d'expert-comptable, d'auditeur comptable et financier, de commissaire aux comptes et associé-gérant du cabinet Audit-Assistance-Services, Viatique Consultance (AAS-Viatique Consultance).
Depuis cette période, Abdou Aziz Sow a assuré la Coordination de la Délégation Générale chargée de l'organisation de la 3e édition du Festival mondial des arts nègres qui s'est tenu du 10 au 31 décembre 2010 au Sénégal.
Abdou Aziz Sow est marié à Ndeye Thioro Diaw, maître de conférence en biologie végétale à la Faculté des Sciences de l'Université Cheikh Anta Diop de Dakar (Ucad), et père de deux enfants.